# Алпан (село)
Алпан (азерб. Alpan) — крупное село и центр одноимённого муниципалитета Губинского района Азербайджанской Республики. 
Родовое село Национального героя Азербайджана — Рафига Гусейн оглы Насреддинова а также Агиля Нияз оглы Меликова — капитана азербайджанской армии, выпускника Азербайджанского высшего военного училища имени Гейдара Алиева, участника Второй Карабахской войны.
Население села Алпан азербайджаноязычно.

## География
Расположено на Гусарской равнине в 8,5 км к северо-западу от районного центра Губа на берегу реки Куручай.

## Население
После вхождения Закавказья в состав Российской империи, российские власти, которые традиционно называли все тюркские народы татарами, стали именовать азербайджанцев кавказскими, азербайджанскими или адербейджанскими татарами, чтобы отличить их от других тюркских народов.
По сведениям «Камерального описания Кубинской провинции», составленном в 1831 году коллежским регистратором Хотяновским, в деревне Алпан под управлением поручика Мухамедхан-бека население состояло из суннитов и шиитов, которые вели оседлый образ жизни, и занимались выращиванием пшеницы и шелководством.
По сведениям Кавказского календаря на 1857 год село Алпанъ (орфография сохранена) населяли «татары», разговаривавшие на азербайджанском и исповедовавшие ислам суннитского толка.
По данным списков населённых мест Бакинской губернии от 1870 года, составленных по сведения камерального описания губернии с 1859 по 1864 год, в Алпанъ насчитывалось 130 дворов и 975 жителей, состоящих из «татар», являвшихся суннитами.
Согласно сведениям Кавказского календаря за 1910 год, население села Алпан составляли лезгины .
Материалы посемейных списков на 1886 год упоминают село Алпанъ Кубинского уезда с числом жителей  1283 человека (675 мужчин и 608 женщин; 134 дыма) и все «татары»-сунниты. Из них 72 человека принадлежали к бекскому сословию, а 13 — к духовенству, остальные 1198 человек являлись крестьянами на владельческой земле.
По сведениям Азербайджанской сельскохозяйственной переписи 1921 года Алпан Кубинского уезда Азербайджанской ССР населяли 1335 человек (319 хозяйств), преимущественно азербайджанские тюрки (азербайджанцы), а само население состояло из 711 мужчин и 624 женщин.
Кварталы (махалля) села Алпан по сведениям на 1961 год: Ашагы махалля, Гусар махалля, Ирафи махалля,  Джульфа махалля, Шарачи махалля.
По данным на 1976 год численность села была 2501 человек. Согласно данным на 2008 год численность населения села составляла 3220 человек. Развиты овощеводство, животноводство, чаеводство.

### Известные уроженцы/жители
В книге посвященной селу Алпан приводятся имена уроженцев села Алпан: 
Рафиг Гусейн оглы Насреддинов — Национальный герой Азербайджана; Мамед Теймуршах оглы Гаджиев — полковник азербайджанской армии, участник Карабахской войны; Эльшад Байрамов — шехид Карабахской войны, его имя носит алпанская школа; Агиль Нияз оглы Меликов — капитан азербайджанской армии, участник Второй Карабахской войны; Фахреддин Балаев — военнослужащий, единственный выживший в авиакатастрофе Ил-76.

## История
Согласно А. К. Аликберову село Алпан изначально именовалось Алфан и было основано сасанидским правителем Хосровом Ануширваном.
На территории села Алпан в ходе Русско-персидской войны 1796 года произошло кровопролитное сражение между отрядом генерала Булгакова С. А. и отрядами Сурхай хана II Казикумухского и Ших-Али-хана, чьи отряды состояли из Хомутаевских Казыкумыков, Ахтипарынцев, Лезгинов, и других наемщиков Ших-Али-Хана из Горских народов. В ходе сражения русский батальон долго держался против превосходящих сил горцев, пока наконец его не деблокировали, гпогиб подполковник Бакунин, пять офицеров и 240 солдат. Потери горцев оцениваются в 2 000.

В этой битве принимали участие и сами жители села: 
2 Октября тела убитых офицеров были привезены в лагерь отряда и около 20 челов. раненых солдат; прочих похоронили на месте сражения по Христианскому обряду — Как жители дерев. Алпан оказались участниками в истреблении отряда Подполковника Бакунина, что подтвердилось побегом оных, то приказано было оставшиеся в ней съестные припасы и фураж забрать войскам. Поручик Миронов, как личный свидетель происшествия послан был с донесением к Графу Зубову в новую Шемаху — В наказание за вероломство жителей Кубинской провинции не стали покупать у них провианта и фуража за наличные деньги, а собирали оный реквизиционно

### События в начале XX века
Весной 1918 года во время мартовских событий в Бакинской губернии Алпан, как и многие другие села региона, подвергся нападениям армянских дашнакских формирований.

## Инфраструктура
В селе функционируют средняя общеобразовательная школа, дом культуры, оздоровительный центр, АТС, узел связи. Здесь расположен мавзолей «Субаба», датируемый XVI веком. В Алпане развиты традиции ковроделия.

## Происхождение названия села
Предположительно название села произошло от древнейших обитателей Кавказа албан, которые являлись главенствующем племенем государства Кавказская Албания. Бакиханов Аббаскули-ага по этому поводу писал:

Город Албан, лежавший, по сказаниям древних историков, между реками Албанус и Кассы, можно принять за Дербенд; реки Албанус — за Самур, а Кассы — за Манас, протекающие между Буйнаком и Тарками. Не только столетия, но даже тысячелетия не могли уничтожить первоначальных названий многих мест племен этой страны: Шемаха должно быть Камахи или Ксамахи, а Кабала та же самая Хабала, о которых упоминает Птолемей. В Кубинском уезде есть село Алпан, чье имя вероятно осталось от Албана 
Сара Ашурбейли также считает, что Алпан, возможно, получил свое название от албанов.
По словам азербайджанского филолога Адиля Тапдыгова, топоним Албан/Алпан имеет тюркское происхождение:

Топоним Албан/Алпан имеет тюркское происхождение и образуется из соединения морфем «ал» с «бан». В данном  случае «ал» происходит из тюркской мифологии связанная с богом «Ал», что олицетворяет «высоту, возвышенность». То есть в слове Албан «высота, возвышенность», та возвышенность, которая осталась от бога «Ал». Морфема «Бан» так же у древних тюрков  выражается в значении Земли. Топонимы Албан / Алпан был выявлен как мировоззрение мифов древних тюрков и с течением временим, превращается в этноним и топоним

По словам Р. З. Ризванова, составной частью названия села является теоним, означающий у лезгин «огонь Алпана» (буквально так лезгины называют молнию, цӏайлапан, алпандин, цӏай).